# Bernhard Dagner
Bernhard Dagner (* 1961 in Windischeschenbach) ist ein deutscher Maler und Zeichner.

## Leben und Werk
Bernhard Dagner studierte von 1983 bis 1989 an der Akademie der Bildenden Künste Nürnberg bei Clemens Fischer (1983) und Georg Karl Pfahler (1984-89). 1987 wurde er zum Meisterschüler von Pfahler ernannt.
Dagners Kunst basiert auf geometrischen Grundlagen, reinen Farben und einer klaren Systematik. Für seine Glasbilder verarbeitet er Flachglas, das er von der Glashütte Lamberts/Waldsassen bezieht.
Seit 1989 lebt und arbeitet Dagner als freischaffender Künstler in Krummennaab / Oberpfalz.
2020 erhält Dagner den Kulturpreis des Bezirks Oberpfalz.

## Ausstellungen (Auswahl)
- 1988 „Zwischenbericht“ Kunsthalle Nürnberg; Künstlerhaus am Lenbachplatz, München
- 1992 Städtische Galerie im Cordonhaus, Cham
- 1993 Waldnaabtalmuseum / Windischeschenbach
- 1994 Kunstverein Hohenlohe, Langenberg
- 1995 „Standpunkt Stadt“, Städtische Galerie im Leeren Beutel, Regensburg
- 1996 „Kunst-Raum-Franken“, Kunsthalle Nürnberg
- 2006 Kunstverein Weiden, Weiden[2]
- 2007 Kunstverein Hochfranken-Selb, Selb
- 2009 Oberpfälzer Künstlerhaus, Schwandorf[3]
- 2010 „nicht blickdicht“, Kunstverein Bamberg[4]
- 2012 „Und der Gewinner ist…“, Kunstvilla im KunstKulturQuartier, Nürnberg[5]
- 2017 „Glasklar“, Burg Dagestein, Vilseck[6]
- 2018 „Glasbilder - Zeichnungen - Papierobjekte“, Kunstverein Hof[7]
- 2019 „LICHTSCHICHTSCHICHTLICHT“, Stadtmuseum Amberg[8]